# Sango Brook
Der Sango Brook oder Sango-shipu (aus der Innu-Sprache) ist ein etwa 95 km langer Zufluss der Labradorsee im Osten von Labrador in der kanadischen Provinz Neufundland und Labrador.

## Flusslauf
Das Sango Brook entspringt auf einer Höhe von 520 m im zentralen Osten der Labrador-Halbinsel. Von dort fließt er in überwiegend ostnordöstlicher Richtung. Zwischen Flusskilometer 27 und 10 befindet sich der See Mishta-natuashu am Flusslauf. Der Flugplatz der Siedlung Natuashish liegt bei Flusskilometer 4 am nördlichen Flussufer. Der Sango Brook durchfließt 3 km oberhalb der Mündung den kleinen See Natuashish, an dessen Nordostufer die gleichnamige Siedlung liegt. Der Sango Brook mündet schließlich in das Nordwestufer der Sango Bay. Das Einzugsgebiet des Sango Brook umfasst 806 km².

## Flussfauna
Der Sango Brook ist einer der nördlichsten Flüsse Labradors mit einer Population des Atlantischen Lachses. Außerdem kommt der Wandersaibling im Flusssystem vor. Bei Flusskilometer 85,3 befindet sich ein 4,6 m hoher Wasserfall, der für Wanderfische ein unüberwindbares Hindernis darstellt.